# Перские
Перские (пол. Perski) — дворянский род.
Происходит, по сказаниям старинных родословцев, от Амантулия, в крещении Терентия, выехавшего «из Персиды» к великому князю Дмитрию Донскому. Сын его, Игнатий, принял фамилию Перский. Представители рода служили разные дворянские службы и были жалованы поместьями (1652).
При подаче документов (1686) для внесения рода в Бархатную книгу, были предоставлены две родословные росписи: Кириллом Перским (1686) и Тихоном Перским (17 марта 1687), а также жалованная грамота угличского князя Дмитрия Ивановича Игнатию Терентьевичу Перских на волость Озерцы Московского уезда (1511).
Род Перских внесён в VI часть родословных книг Тверской и Новгородской губерний.

## Известные представители
- Перский Андрей Тимофеевич — московский дворянин (1667—1677).
- Перский Панкратий Тимофеевич — московский дворянин (1682—1692).
- Перские: Фёдор и Андрей Фёдоровичи, Данила Семёнович, Степан Акимович, Яков Андреевич — стряпчие (1692)[3].
- Перский, Михаил Степанович (1776—1832) — директор 1-го кадетского корпуса, генерал-майор.
- Перский, Тимофей Гаврилович (?—1809) — капитан-командор, Георгиевский кавалер;
- Константин Дмитриевич Перский (1854—1906) — русский инженер, преподаватель Кадетского корпуса в Санкт-Петербурге, генерал-майор артиллерии, изобретатель термина «телевидение»[4].

## Описание герба
В щите имеющем голубое поле между двух золотых шестиугольных Звезд перпендикулярно изображена золотая Стрела, под которою виден серебряный Полумесяц, рогами вверх обращённый.
Щит увенчан дворянскими шлемом и короной. Намёт на щите голубой, подложенный золотом. Герб рода Перских внесён в Часть 3 Общего гербовника дворянских родов Всероссийской империи, стр. 90.